# Phó Viện trưởng Viện kiểm sát nhân dân tối cao (Việt Nam)
Phó Viện trưởng Viện kiểm sát nhân dân tối cao là một chức vụ tư pháp ở Việt Nam. Chức vụ này do Chủ tịch nước Cộng hòa xã hội chủ nghĩa Việt Nam bổ nhiệm, miễn nhiệm, cách chức theo đề nghị của Viện trưởng Viện kiểm sát nhân dân tối cao. Nhiệm kì của Phó Viện trưởng Viện kiểm sát nhân dân tối cao kéo dài 5 năm kể từ ngày được bổ nhiệm.

## Nhiệm vụ và quyền hạn
Phó Viện trưởng Viện kiểm sát nhân dân tối cao thực hiện nhiệm vụ, quyền hạn theo sự phân công hoặc ủy quyền của Viện trưởng Viện kiểm sát nhân dân tối cao và các nhiệm vụ, quyền hạn khác theo quy định của pháp luật. 
Phó Viện trưởng Viện kiểm sát nhân dân tối cao chịu trách nhiệm trước Viện trưởng và trước pháp luật về việc thực hiện nhiệm vụ, quyền hạn của mình.

## Danh sách các Phó Viện trưởng Viện kiểm sát nhân dân tối cao

### Đương nhiệm
- Nguyễn Huy Tiến (từ tháng 9 năm 2018)
- Tạ Quang Khải (từ 10 tháng 1 năm 2020) kiêm Viện trưởng Viện Kiểm sát Quân sự Trung ương
- Nguyễn Duy Giảng (từ 5 tháng 6 năm 2020)
- Nguyễn Quang Dũng (từ 19 tháng 10 năm 2020)

### Cựu Phó Viện trưởng
1. Trần Hiệu (1914-1997)
2. Trần Công Tường (1960-1972)
3. Lê Quang Đạo, Viện trưởng Viện Kiểm sát Quân sự Trung ương (1961-1962)
4. Bùi Lâm (1967-1974)
5. Lê Đình Thiệp (1963-1967)
6. Nguyễn Văn Nam, Viện trưởng Viện Kiểm sát Quân sự Trung ương (1968-1978)
7. Huỳnh Lắm (1973-1979)
8. Nguyễn Quốc Hồng (1973-1992)
9. Lâm Văn Thê (1977-1979)
10. Đoàn Quang Thìn, Viện trưởng Viện Kiểm sát Quân sự Trung ương (1979-1982)
11. Trần Tề (1979-1989)
12. Trần Lê (1980-1981)
13. Nguyễn Lư (1982-1992)
14. Nguyễn Văn Thìn (1982-1996)
15. Nguyễn Nam Thắng, Viện trưởng Viện Kiểm sát Quân sự Trung ương (1983-1994)
16. Nguyễn Thế Đồng (1987-1990)
17. Lê Thanh Đạo (1987-1992)
18. Hà Mạnh Trí (1989-1992)
19. Nguyễn Văn Đức (1990-2001)
20. Vũ Đức Khiển (1992-1996)
21. Nguyễn Thị Tuyết (1992-2001)
22. Nguyễn Đăng Kính, Viện trưởng Viện Kiểm sát Quân sự Trung ương (1994-2003)
23. Phạm Sỹ Chiến (1995-2002) (bị cách chức năm 2002 vì nhận hối lộ trong Vụ án Năm Cam và đồng phạm)
24. Trần Thu (1998-2006)
25. Dương Thanh Biểu (2000-2009)
26. Khuất Văn Nga (2000-2010)
27. Trần Văn Tới, Viện trưởng Viện Kiểm sát Quân sự Trung ương (2003-2014)
28. Hoàng Nghĩa Mai (2006-2013)
29. Nguyễn Thị Thủy Khiêm (2008-2018)
30. Lê Hữu Thể (2009-2018)
31. Trần Công Phàn (2010-2020)
32. Nguyễn Hải Phong (2012-2018)
33. Bùi Mạnh Cường (2012-2020)
34. Nguyễn Văn Khánh, Viện trưởng Viện Kiểm sát Quân sự Trung ương (2014-2019)
35. Nguyễn Văn Quảng (2018-2019)
36. Nguyễn Hải Trâm (2020-2024)